# اپرا بوفه

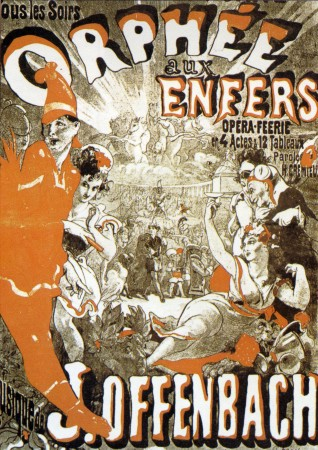
اپرای اورفئوس در برزخ اثر افنباخ

اپرا بوفه (انگلیسی: Opéra bouffe) یک از قالب‌های مرتبط با اپرا است که در اواخر سده ۱۹ میلادی رواج بسیار یافت. خاستگاه این ژانر کشور فرانسه است و عمده شهرت این ژانر به واسطهٔ مصنف و آهنگساز برجسته، ژاک افنباخ است که کارهای بسیاری را بر پایهٔ همین نوع از اپرا ارائه کرد. از آن‌جا که نخستین اجراهای این ژانر در کافه‌ای به نام تئاتر بوفه پاریسی‌ها بود این ژانر نیز به همان نام مشهور شد. از مشهورترین آثار در این زمینه، اپرا بوفه مشهور به اورفئوس در برزخ از افنباخ است.

## تاریخچه
در  قرن هجدهم از نام "اپرا بوفون" برای متمایز کردن دسته خاصی از اپراهای کمیک استفاده می شد . تنها در قرن 19 بود که اصطلاح "opéra bouffe" از قلم ژاک آفنباخ زمانی که مدیریت Bouffes-Parisiens را در سال 1855 به دست گرفت، ظاهر شد .

## امکانات و فضا
اگرچه هر دوی آن‌ها دیالوگ گفتاری دارند، اپرا کمیک می‌تواند با موضوعات «جدی» مانند کارمن سروکار داشته باشد ، در حالی که شخصیت اپرا بوفا در درجه اول «  بی‌مزه  » است.
اوفنباخ با الهام از بوفای اپرای ایتالیایی ، این اصطلاح را برای تعیین آثار جاه‌طلبانه‌تر از اپرت‌هایش ، هم از نظر سبک موسیقی و هم از نظر تعداد قهرمانانی که می‌توانند با آثار رپرتوار بزرگ رقابت کنند، انتخاب کرد . به همین ترتیب، لیبرتوها اغلب تمایل بیشتری به تقلید یا طنز داشتند تا اپرت هایی که به داستان های نسبتاً احساسی می پرداختند.
بر اساس ماهیت سبک یا طعنه آمیز لیبرتو آنها، که با نوشته های پیچیده موسیقی مرتبط است، آثار امانوئل شابریه یا فرانسیس پولنک به عنوان اپرا بوفه شناخته شدند.
بسته به حجم نیروی کار مورد نیاز و کیفیت موسیقی، می‌توان نام‌های «اپرا بوفون»، «اپرتا بوفون» یا «بوفونی موسیقی» را نیز پیدا کرد.

## آثار
دسته بندی: غذای اپرا را ببینید .
از جمله معروف ترین علاقه مندان به اپرا - یا مشابه - می توان به موارد زیر اشاره کرد:
- معشوقه خدمتکار اثر جووانی باتیستا پرگولسی (1733)
اینترمتزو در دو عمل، پیشرو بوفای اپرا، که مشاجره بوفون ها را برانگیخت .
- Il Filosofo di Campagna (فیلسوف کشور) اثر بالداسار گالوپی (1754)
- La Cecchina اثر نیکولو پیچینی (1760)
- Lo Speziale (داروپزشک) نوشته جوزف هایدن (1768)
- ازدواج فیگارو اثر ولفگانگ آمادئوس موتزارت (1786)
- نینا اثر جیووانی پائیسیلو (1789)
- کوزی فن توت اثر ولفگانگ آمادئوس موتزارت (1790)
- ازدواج پنهانی دومنیکو سیماروسا (1792)
- زن ایتالیایی در الجزیره اثر جواکینو روسینی (1813)
- ترک در ایتالیا اثر جواکینو روسینی (1814)
- آرایشگر سویا اثر جواکینو روسینی (1816)
- سنرنتولا اثر جواکینو روسینی (1817)
- کنت اوری اثر جواکینو روسینی (1828)
- اکسیر عشق اثر گائتانو دونیزتی (1832)
- دون پاسکواله اثر گائتانو دونیزتی (1843)
- Orpheus in the Underworld اثر ژاک اوفنباخ (1858)
- La Belle Hélène اثر ژاک اوفنباخ (1864)
- زندگی پاریسی اثر ژاک اوفنباخ (1866)
- عروس فروخته شده اثر بدریچ اسمتانا (1866)
- دوشس بزرگ گرولشتاین اثر ژاک اوفنباخ (1867)
- چشم کور هروه (1867)
- La Périchole اثر ژاک اوفنباخ (1868)
- فاوست کوچک اثر هروه (1869)
- ستاره اثر امانوئل شابریر (1877)
- فالستاف اثر جوزپه وردی (1893)
- در زمان جنگ های صلیبی توسط کلود تراس (1901)
- انتخاب عروس اثر فروچیو بوسونی (1912)
- ماورا اثر ایگور استراوینسکی (1922)
- عهد عمه کارولین اثر آلبرت راسل (1933)
- سینه‌های تیرزیاس اثر فرانسیس پولنک (1947)
- شاهزاده خانم بابل اثر کلود آریو (1960)
- Les Boulingrin اثر ژرژ آپرگیس (2010)